# Slag bij de Wisła
De Slag bij de Wisła, ook bekend als de Slag bij Warschau, was een veldslag aan het oostfront in de Eerste Wereldoorlog. De slag vond plaats van 29 september tot 31 oktober 1914 en werd uitgevochten tussen het keizerrijk Rusland en het Duitse Keizerrijk.

## Vooraf
Nadat het Oostenrijks-Hongaarse leger was verslagen in Galicië in de Slag bij Lemberg, beval Paul von Hindenburg de Duitse bevelhebber aan het oostfront een offensief te starten tegen de Russische linies in het gebied rond Warschau.

## De slag
De slag begon op 29 september met het 9e Duitse Leger onder August von Mackensen.
Mackensen bereikte de Wisła op 9 oktober en was nu slecht 12 kilometer verwijderd van Warschau. Hier begon het Duitse offensief te wankelen. Generaal Nikolaj Roezski, commandant van het Russische Noordwestfront zette significante versterking in tegen het 9e Leger. Hindenburg kwam erachter dat de Russen een offensief in Silezië planden. Dit na ondervraging van een Russische krijgsgevangene. Maar ging door met het offensief richting Warschau. De Duitsers waren onbekend met het terrein en konden niet genoeg versterkingen aan het 9e Leger leveren. Daardoor kreeg Roezski de kans om zich te concentreren op het front met Mackensen 9e Leger. Op 17 oktober gaf Hindenburg het bevel tot terugtrekking en op 31 oktober was de slag over.

## Achteraf
Op 1 november was het 9e Leger terug bij af min 42.000 soldaten. Dit was de eerste poging van een serie om Warschau te veroveren. Tien dagen later probeerde Hindenburg het opnieuw dit eindigde in de Slag bij Łódź. De Russen hadden door hun grotere legers een voordeel ten opzichte van de Duitsers aan het oostfront in de herfst van 1914.